# Jenna Richmond
Jenna Carroll Richmond (* 18. Dezember 1991 in Alexandria, Virginia) ist eine US-amerikanische Fußballspielerin.

## Karriere

### Verein
Richmond begann ihre Karriere im Jahr 2013 bei der W-League-Franchise Pali Blues, mit der sie die Meisterschaft gewinnen konnte. Im Januar 2014 wurde sie beim College-Draft der NWSL in der zweiten Runde an Position 16 vom FC Kansas City unter Vertrag genommen und debütierte dort am 12. April 2014 im Heimspiel gegen den Sky Blue FC. In der Saison 2015 legte sie eine Karrierepause ein.

### Nationalmannschaft
Richmond debütierte im Jahr 2008 in der U-20-Nationalmannschaft des US-amerikanischen Fußballverbandes und war Teil deren Aufgebots bei der Weltmeisterschaft 2010. 2013 kam sie erstmals in der US-amerikanischen U-23 zum Einsatz und nahm mit dieser am Sechs-Nationen-Turnier 2014 in La Manga teil.

## Erfolge
- 2013: Gewinn der W-League-Meisterschaft (Pali Blues)
- 2014: Gewinn der NWSL-Meisterschaft (FC Kansas City)